# Bengal Wschodni
Bengal Wschodni – kraina położona w delcie Brahmaputry i Gangesu nad Zatoką Bengalską.

## Historia
Obszar od XVIII wieku był pod jurysdykcją Indii Brytyjskich. W 1905 roku ówczesny wicekról Indii George Curzon z przyczyn administracyjnych podzielił Bengal na dwie części. Przed podziałem i oficjalnym ogłoszeniem przez rząd pomysłu rozdzielenia prowincji w 1904 roku, lord Curzon złożył wizytę we wschodnich dzielnicach Bengalu, by osobiście przedstawić decyzję opinii publicznej i wyjaśnić jej przyczynę. Wicekról odwiedził Dhakę, Chittagong i Mymensingh. Nowa prowincja obejmowała obszar 196 540 mil². Zamieszkiwało ją 18 milionów muzułmanów i 12 milionów Hindusów.
Z powodów wzrastających niepokojów i niezadowolenia ugrupowań politycznych z biedniejszej części wschodniej, w 1911 roku ponownie połączono oba regiony.

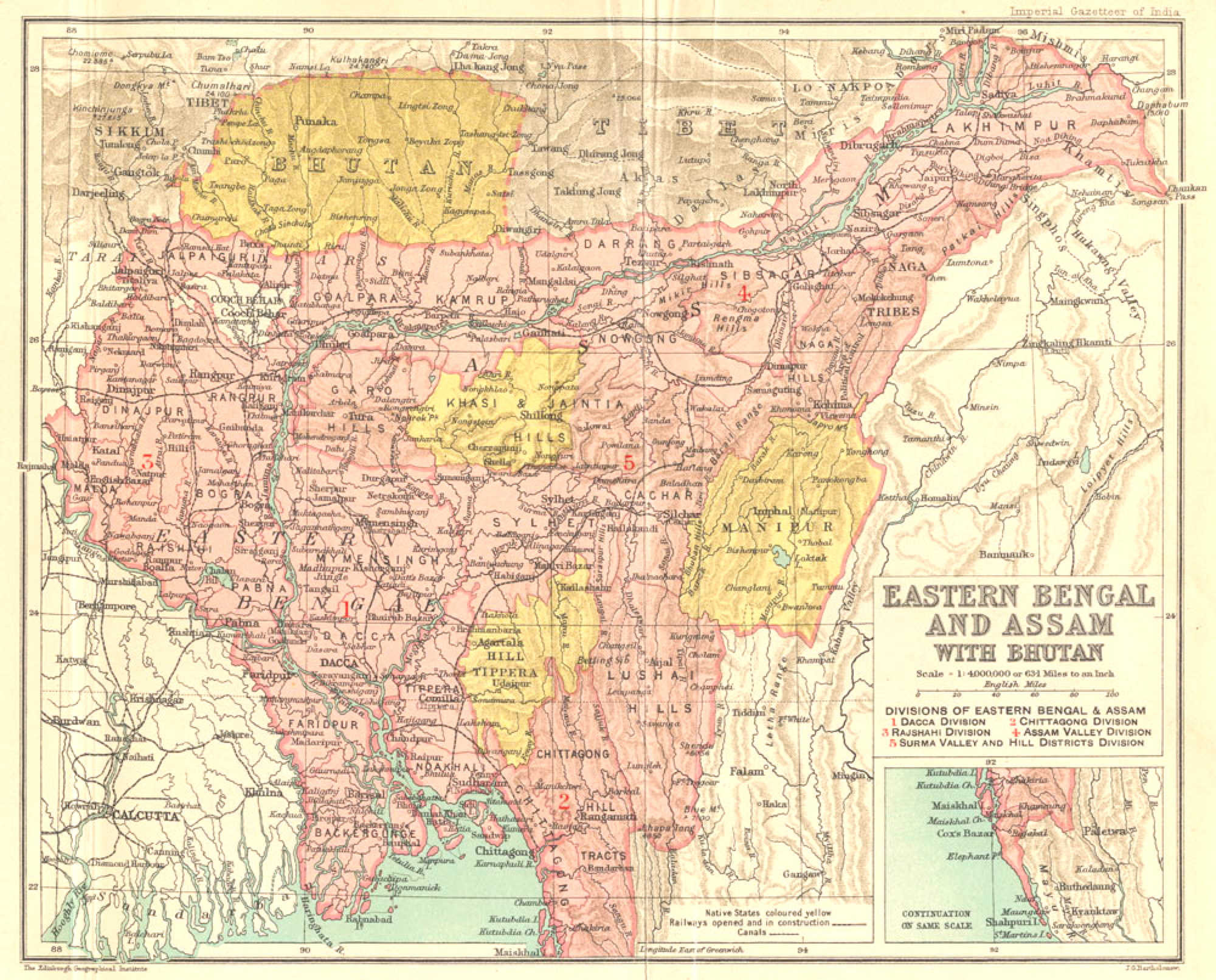
Mapa Wschodniego Bengalu w latach 1907–1909

W 1947 Indie Brytyjskie uzyskały niepodległość jako dwa odrębne państwa – Indie i Pakistan. Początkowo rozważano także utworzenie trzeciego państwa, obejmującego historyczny Bengal. Za utworzeniem niepodległego Bengalu opowiedzieli się Muhammad Ali Jinnah oraz wicekról Indii Louis Mountbatten, jednak na skutek sprzeciwu Gandhiego i Indyjskiego Kongresu Narodowego doszło do podziału terytorium Bengalu. Część zachodnia jako stan Bengal Zachodni została włączona do Indii, zaś wschodnia pod nazwą Bengal Wschodni została włączona do oddalonego o 1600 kilometrów Pakistanu.
Od samego początku jedność obu części Pakistanu była sztuczna, ze względu na znaczne oddalenie i brak łączności lądowej. W dodatku ludność Bengalu Wschodniego szybko odczuła niezadowolenie z rządów pakistańskich, czego powodem były m.in. decyzja Muhammada Ali Jinnaha o narzuceniu języka urdu jako jedynego urzędowego i gospodarcza eksploatacja prowincji.
W 1949 zawiązała się zrzeszająca zarówno prawicowe jak i lewicowe środowiska Liga Awami, która postawiła postulat uzyskania przez Bengal Wschodni autonomii i uznania języka bengalskiego za drugi język urzędowy. W 1954 Liga Awami wygrała wybory w Bengalu Wschodnim. Zwycięstwo separatystycznego ugrupowania spowodowało gwałtowną reakcję władz pakistańskich. Aresztowano większość działaczy Ligi Awami i zawieszono lokalne władze. W obawie przed wzrostem dążeń separatystycznych w innych częściach państwa w 1955 przeprowadzono reformę administracyjną, na mocy której zlikwidowano tradycyjne monarchie w zachodniej części Pakistanu, zaś sama prowincja Bengal Wschodni została zlikwidowana i przekształcona w prowincję Pakistan Wschodni.

## Rząd
Prowincja Wschodni Bengal była zarządzana przez gubernatora i premiera. W okresie pomiędzy majem 1954 roku a sierpniem 1955 roku władze sprawował gubernator.
| Tenure                               | Gubernatorzy Bengalu Wschodniego |
| ------------------------------------ | -------------------------------- |
| 15 sierpnia 1947 – 31 marca 1950     | Sir Frederick Chalmers           |
| 31 marca 1950 – 31 marca 1953        | Sir Feroz Khan Noon              |
| 31 marca 1953 – 29 maja 1954         | Chaudhry Khaliquzzaman           |
| 29 maja 1954 – maj 1955              | Iskandar Ali Mirza               |
| maj 1955 – czerwiec 1955             | Muhammad Shahabuddin             |
| czerwiec 1955 – 14 października 1955 | Amiruddin Ahmad                  |

| Tenure                               | Premierzy Bengalu Wschodniego | Partia polityczna             |
| ------------------------------------ | ----------------------------- | ----------------------------- |
| 3 czerwca 1946 – 15 sierpnia 1947    | Huseyn Shaheed Suhrawardy     | Bengal Province Muslim League |
| 15 sierpnia 1947 – 14 września 1948  | Khawaja Nazimuddin            | Muslim League                 |
| 14 września 1948 – 3 kwietnia 1954   | Nurul Amin                    | Muslim League                 |
| 3 kwietnia 1954 – 29 maja 1954       | A.K. Fazlul Huq               | United Front                  |
| 29 maja 1954 – sierpień 1955         | gubernator                    |                               |
| sierpień 1955 – 14 października 1955 | Abu Hussain Sarkar            | Krishak Sramik Party          |